# Otto Gelsted
Otto Einar Gelsted (ur. 4 listopada 1888 w Middelfart, zm. 22 grudnia 1968 w Kopenhadze) – duński poeta i krytyk sztuki.

## Życiorys
Odbywał edukację w kolegium jezuickim St. Andreas w Ordrup k. Kopenhagi.
Przed II wojną światową współpracował z pismami lewicowymi. Znany był z poglądów antyfaszystowskich. W roku 1943 uciekł do Szwecji przed okupacją niemiecką. Jego twórczość poetycka ma charakter filozoficzny i polityczny.

## Twórczość
Emigrantdigte (Wiersze emigracyjne) 1945
Frihedens aar (Rok wolności) 1947
Sange under den kolde krig (Pieśń podczas zimnej wojny) 1952
Aldrig vor dagen saa lys (Dzień nigdy nie był tak jasny) 1959